# Gorna Hubavka, Tărgoviște
Gorna Hubavka (în bulgară Горна Хубавка) este un sat în comuna Omurtag, regiunea Tărgoviște,  Bulgaria. 

## Demografie
Componența etnică a satului Gorna Hubavka
     Turci (95,28%)
     Bulgari (3,77%)
     Nicio identificare (0,94%)
     Altele (0%)
La recensământul din 2011, populația satului Gorna Hubavka era de 318 locuitori. Din punct de vedere etnic, majoritatea locuitorilor (95,28%) erau turci, cu o minoritate de bulgari (3,77%). Pentru 0,94% din locuitori nu este cunoscută apartenența etnică.